# Массачусетс против Агентства по охране окружающей среды
Массачусетс против Агентства по охране окружающей среды, 549 U.S. 497 (2007) — дело Верховного суда США, касавшееся регулирования содержания углекислого газа в атмосферном воздухе. В качестве истцов выступали двенадцать штатов, несколько городов и различные природоохранные организации.
Статья 202(a)(1) Закона о чистоте воздуха (статья 7521(a)(1) раздела 42 Кодекса Соединённых Штатов), предписывает Агентству по охране окружающей среды США устанавливать нормы предельно допустимых выбросов для любых транспортных средств, которые, по мнению агентства, могут представлять опасность для здоровья и благосостояния населения.
В 2003 году Агентство по охране природы приняло следующие решения:
1. Закон о чистоте воздуха не предоставляет явно право контролировать содержание парниковых газов в атмосфере, в том числе углекислого газа, с целью контроля над процессами изменения климата.
2. Даже если бы Агентство по охране природы и обладало подобной компетенцией, оно не стало бы регулировать нормативы выбросов парниковых газов транспортными средствами…[1].

## Стороны

### Истцы
Иск был подан штатами Калифорния, Коннектикут, Иллинойс, Мэн (штат), Массачусетс, Нью-Джерси, Нью-Мексико, Нью-Йорк, Орегон, Род-Айленд, Вермонт и Вашингтон. К иску присоединились города Нью-Йорк и Балтимор, Вашингтон (округ Колумбия), территория Американское Самоа.
Также к иску присоединились следующие организации:
- англ. Center for Biological Diversity
- англ. Center for Food Safety
- англ. Conservation Law Foundation
- англ. Environmental Advocates
- англ. Environmental Defense
- Friends of the Earth
- Greenpeace
- англ. International Center for Technology Assessment
- англ. National Environmental Trust
- англ. Natural Resources Defense Council
- англ. Sierra Club
- англ. Union of Concerned Scientists
- англ. U.S. Public Interest Research Group.

### Ответчики
В качестве ответчиков выступало Агентство по охране природы, десять штатов — Мичиган, Аляска, Айдахо, Канзас, Небраска, Северная Дакота, Огайо, Южная Дакота, Техас и Юта — и различные организации:
- Союз автопроизводителей[англ.]
- Союз автодилеров[англ.]
- Объединение производителей моторов англ. Engine Manufacturers Association
- Объединение производителей грузовых автомобилей англ. Truck Manufacturers Association
- англ. CO2 Litigation Group
- англ. Utility Air Regulatory Group

## Федеральный апелляционный суд
Федеральный апелляционный суд округа Колумбия принял решение в пользу Агентства по охране окружающей среды. Судьи разошлись в аргументации, в частности, судья Сентелл разошёлся с большинством по вопросу о наличии у истцов процессуальной правоспособности в данном случае. По его мнению, истцы не смогли доказать ни наличие ущерба от выбросов парниковых газов, ни того, как контроль за выбросами компенсирует потери.

## Предмет спора
26 июня 2006 года Верховный суд потребовал материалы дела на изучение (издал приказ о сертиорарии).
1. Обладают ли истцы процессуальной правоспособностью.
2. Попадает ли углекислый газ под определение загрязнителя воздуха, данное в Законе о чистоте воздуха. Если он не является загрязнителем воздуха, то Агентство по охране природы не имеет права контролировать его выбросы. Если углекислый газ является загрязнителем, то за агентством остаётся право отказаться от нормирования выбросов углекислого газа в соответствии с Законом о чистоте воздуха.
3. Имеет ли агентство право не нормировать выбросы на основании, не перечисленном в статье 202 (а)(1).

## Доводы сторон
Истцы утверждали, что углекислый газ попадает под определение загрязнителя, данное в Законе о чистоте воздуха (англ. Clean Air Act). Более того, они представили научные данные, свидетельствовавшие как о наличии у углекислого газа токсического эффекта, так и о наличии связи между ростом его концентрации в атмосфере и глобальным потеплением. Эти данные, по мнению истцов, позволяют отнести углекислый газ к загрязнителям атмосферы, и суд должен обеспечить выполнение закона.
Истцы утверждали, что отказ от нормирования содержания углекислого газа в атмосферном воздухе является нарушением Закона о чистоте воздуха. Перед Верховным судом встала необходимость определить правомерность (обоснованность) представленных агентством доводов в рамках Закона о чистоте воздуха.

## Решение
Прежде всего суд признал за истцами наличие процессуальной правоспособности (англ. standing). Судья Стивенс счёл, что штаты должны быть заинтересованы в её анализе. Решение большинства ссылалось на мнение Холмса по делу «Джорджия против Теннесси Коппер Компани».

Спор рассматривался как будто бы он имел место между двумя частными сторонами, но в данном случае это не так. Те элементы, которые могли бы служить основаниями в тяжбе о возмещении ущерба между гражданами, здесь отсутствуют. Штату принадлежит малая часть территории, затронутой предполагаемым негативным воздействием, и ущерб, выраженный в денежном выражении, невелик.
Это иск, поданный штатом по поводу вмешательства в его дела как квази-суверена. В этой роли штат имеет права, вне зависимости от прав на иск, принадлежащих гражданам, и за их пределами, на землю и воздух, находящихся в границах штата. В этих вопросах — сводить ли лес с гор, будут ли жители дышать чистым воздухом — последнее слово остаётся за штатом.
Оригинальный текст (англ.)"The case has been argued largely as if it were one between two private parties; but it is not. The very elements that would be relied upon in a suit between fellow-citizens as a ground for equitable relief are wanting here. The State owns very little of the territory alleged to be affected, and the damage to it capable of estimate in money, possibly, at least, is small. This is a suit by a State for an injury to it in its capacity of quasi-sovereign. In that capacity the State has an interest independent of and behind the titles of its citizens, in all the earth and air within its domain. It has the last word as to whether its mountains shall be stripped of their forests and its inhabitants shall breathe pure air."

Затем суд установил, что Закон о чистоте воздуха предоставляет Агентству право контролировать содержание парниковых газов в выхлопных газах. Согласно Закону о чистоте воздуха:

Глава агентства путём предписаний устанавливает (и время от времени пересматривает), в соответствии с положениями данной статьи, нормы выбросов всех видов загрязнителей воздуха от всех классов новых транспортных средств или двигателей транспортных средств, которые, по мнению главы агентства, вызывают, или способствуют загрязнению воздуха, которое с достаточной степенью уверенности может считаться источником опасности для общественного здоровья и благосостояния.
Оригинальный текст (англ.)“The Administrator shall by regulation prescribe (and from time to time revise) in accordance with the provisions of this section, standards applicable to the emission of any air pollutant from any class or classes of new motor vehicles or new motor vehicle engines, which in his judgment cause, or contribute to, air pollution which may reasonably be anticipated to endanger public health or welfare.”

По определению, данному в Законе о чистоте воздуха, загрязнитель воздуха представляет собой «любой фактор загрязнения воздуха или сочетание факторов, включая физические, химические, биологические, радиоактивные, которые выбрасываются или иным путём поступают в атмосферный воздух». Большинство признало, что парниковые газы попадают под это определение.